# Bertrand de La Borderie
Bertrand de La Borderie (* 1507 in der Normandie; † im 16. Jahrhundert) war ein französischer Höfling und Dichter.

## Leben und Werk
Bertrand de La Borderie gehörte zur Familie des Diplomaten Jean de La Forêt und lebte seit frühen Jahren am Hof. 1537 begleitete er La Forêt und Guillaume Postel nach Konstantinopel, blieb eine Zeit in der Türkei und veröffentlichte 1542 den dazugehörigen Reisebericht. Gleichzeitig schrieb er das Werk L’amie de court (zahlreiche Auflagen), in dem er aus der Sicht der Frau eine unplatonische und manchmal zynische Liebesauffassung vertrat, die in der Nachfolge von Baldassare Castiglione stand. Dagegen wandten sich in der sogenannten Querelle des amies 1542 Antoine Héroët mit seiner platonisch orientierten Dichtung La parfaite amie sowie Charles Fontaine mit seiner Contr’amie de cour. La Borderies Gedichte sind von Clément Marot beeinflusst.

## Werke
- L'amie de court 1542. Hrsg. Danielle Trudeau. H. Champion, Paris 1997. Classiques Garnier, Paris 2022. (kritische Ausgabe)
- Le discours du voyage de Constantinoble 1542. Hrsg. Christian Barataud und Danielle Trudeau. H. Champion, Paris 2003. (kritische Ausgabe)
- (mit anderen) Opuscules d'amour. Jean de Tournes, Lyon 1547.